# Reef
Pour les articles homonymes, voir Reef (homonymie).
Reef est une marque de mode californienne connue notamment pour ses sandales et autres articles de surfwear. Fondée en 1984 par les frères d'origine argentine Fernando et Santiago Aguerre qui l'ont revendue en 2005 pour 100 millions de dollars,,,, elle appartient à VF Corporation,.
Les frères Aguerre se sont démarqués des autres marques avec l'organisation de concours Miss Reef.